# MIDAS-Syndrom
Das MIDAS-Syndrom ist eine sehr seltene angeborene Erkrankung mit einer Kombination von Mikrophthalmie mit weiteren Fehlbildungen wie Aplasie der Kutis und Sklerokornea. Sie ist eine Form der syndromalen Mikrophthalmie.
Synonyme sind: Syndromale Mikrophthalmie Typ 7,  (MCOPS7), Mikrophthalmie - Hautaplasie – Sklerokornea; MLS-Syndrom; Mikrophthalmie - Hautaplasie – Sklerokornea, englisch Linear skin defects with multiple congenital anomalies
Die Bezeichnung „MIDAS“ ist ein Akronym für Mikrophthalmie, dermale Aplasie und Sklerokornea, „MLS“ die Abkürzung für Mikrophthalmie – Lineare Hautdefekte – Syndrom.
Die Erstbeschreibung stammt aus dem Jahre 1990 durch L. I. Al Gazali und Mitarbeiter.

## Verbreitung
Die Häufigkeit wird mit unter 1 zu 1.000.000 angegeben, bislang wurde über weniger als 50 Betroffene berichtet. Die Vererbung erfolgt X-chromosomal dominant.

## Ursache
Der Erkrankung liegen Mutationen im HCCS-Gen auf dem X-Chromosom Genort p22.2 zugrunde, welches für die holocytochrome c-type Synthase kodiert.

## Klinische Erscheinungen
Klinische Kriterien sind:
- Augenfehlbildungen: Mikrophthalmie, Orbitazyste, Hornhauttrübung
- Hautdefekte linear an Hals, Kopf und Kinn

Hinzu können Corpus-callosum-Agenesie, Sklerokornea, chorioretinale Veränderungen, Hydrozephalus, Epilepsie, geistige Behinderung und Nageldystrophie treten.

## Diagnose
Die Diagnose ergibt sich aus der Kombination klinischer und augenärztlicher Befunde.

## Differentialdiagnose
Abzugrenzen sind die anderen Formen der syndromalen Mikrophthalmie.